# Алберт Вайнърт
Алберт Вайнърт (на немски: Albert Weinert) (13 юни 1863 г. в Лайпциг – 29 ноември 1947 г. в Бронкс) е американски скулптор и художник.

## Биография
Алберт Вайнерт е син на Аугуста Гебхард и син на Е. Дж. Едуард Вайнерт. Като дете той моделира животни от хляб. Той посещава училище в Лайпциг, където учител признава изключителния му талант за рисуване и моделиране и, против първоначалните желания на родителите му, настоява Вайнерт да влезе в Академията за изящни изкуства. В академията той изкарва прехраната си от правене на портрети на свои приятели и роднини. След като учи в академията в продължение на четири години с Мелхиор Антон цур Щрасен, той пътува из Холандия и Белгия и учи скулптура при Чарлз ван дер Степен, професор по скулптура в „École des Beaux-Arts“, Брюксел. През 1884 г., поради предстоящата смърт на баща му, той е призован обратно в Лайпциг, където работи като поет, успоредно с призванието си на скулптор. По това време Леополд фон Захер-Мазох принадлежи към неговия кръг от познати. През 1886 г. той се завръща в Съединените щати, като първо се установява в Сан Франциско, Калифорния, което му е представено в писмо от Теодор Кирхоф. В „Калифорния Уайнърт“ започва нова артистична кариера, като първата му забележителна работа е паметник на Андрю Джаксън Стивънс (1833 – 1888), главен механик и началник на двигателната сила в Сакраменто. Статуята е открита на Деня на благодарността през 1889 г. и сега е в Плаза Парк (сега „Cesar Chavez Park“)
През 1892 г. той получава поръчка за гробницата на анархистите, жертви на съдебно убийство в случай на бунта на Хеймаркет в Чикаго, която е открита през 1893 г. Групата представлява сцена от поемата на Фердинанд Фрайлиграт „Революцията“:
През 1891 г. той е член на артистичен консорциум, натоварен да украси изложбените зали за Световната колумбийска изложба.
Последват множество поръчки за бюстове и портретни статуи, както и мемориал за битката на Конфедерацията в гробището „Оукууд“, Чикаго. Репутацията на Вайнърт нараства с всяка нова работа. През 1894 г. му е възложено да украси новата сграда на Библиотеката на Конгреса.
„След като завършва тази работа, Вайнърт се установява в Ню Йорк през 1896 г., където продължава своето изкуство, като прави множество портрети и бойни сцени и проектира мемориал за битката при езерото Джордж“, който Нюйоркският клон на Общото общество на колониалните войни поставя близо до езерото, което Джордж е построил. Той също така проектира плоча в чест на встъпването в длъжност като губернатор на Джордж Клинтън през 1777 г., която колониалните дами на Америка са построили в Кингстън.
На 27 ноември 1889 г. той се жени за Ан Елиза, най-голямата дъщеря на капитан Оливър Нилсен (* Норвегия), пребиваващ в Калифорния. Имат две деца.

## Творби
- Haymarket Martyrs' Monument, Немско гробище „Валдхайм“, Чикаго, 1893
- The Court of Neptune Fountain, Библиотека на Конгреса, Вашингтон, D.C. (Той изработва гранитните делфини, издълбани на перките зад бронзовите групи от Пери) 1898[6]
- Numerous details in the Library of Congress, notably in the Reading Room.
- The Battle of Lake George, Бойното поле при Лейк Джордж, Лейк Джордж, Ню Йорк 1903
- William McKinley Monument, Толедо, Охайо, 1903
- Stevens T. Mason, Детройт, 1908[7]
- Cecil Calvert Monument, Балтимор, 1908